# Tabletop Simulator
Tabletop Simulator è un videogioco sandbox multiplayer che permette di creare e giocare a giochi di società in un ambiente con simulazione fisica. Sviluppato da Berserk Games come primo titolo dopo una campagna di crowdfunding nel febbraio 2014, gioco poi pubblicato nel giugno dell'anno successivo.

## Modalità di gioco
Tabletop Simulator è un sandbox fisico guidato dai giocatori, senza condizioni di vittoria o sconfitta fissate.
Dopo aver selezionato un tavolo su cui giocare, i giocatori interagiscono con il gioco muovendo e/o inserendo carte, statuine, dadi, segnalini ecc.. Il gioco include delle meccaniche per assistere con stili di gioco comuni ai giochi da tavolo, come lancio di dadi automatici, nascondere oggetti agli altri giocatori; altre funzionalità inoltre permettono di salvare lo stato del tavolo o annullare mosse.
Svariati giochi sono inclusi di base, tra cui scacchi, dama, poker; ma tavoli e pezzi possono essere personalizzati per creare nuovi giochi. Il gioco permette infatti di importare immagini e modelli per creare oggetti completamente nuovi, permettendo di ricreare la maggior parte dei giochi da tavolo reali. Una volta salvati, possono essere condivisi per poter giocare con altri giocatori. Oltre tremila giochi e oggetti personalizzati sono condivisi sullo Steam Workshop del gioco; mentre molti contenuti sono originali, un notevole numero di questi contenuti condivisi sono adattamenti di giochi esistenti, includendo versioni senza licenza di contenuti protetti da copyright. Berserk Games inoltre ha lavorato con alcuni distributori per sviluppare delle versioni del videogioco (distribuite come DLC) con licenze ufficiali di giochi da tavolo.

## Sviluppo
Tabletop Simulator è stato sviluppato da Berserk Games, uno studio formato da Jason Henry e Kimiko.
Nella campagna di raccolta fondi del febbraio 2014, Tabletop Simulator ha guadagnato 37 403$ su Kickstarter con il sostegno di 1 822 persone. Nel marzo del 2015, Berserk Games ha annunciato che il gioco ha superato con successo la fase di Steam Greenlight, permettendo loro di distribuire il gioco tramite Steam.